# Biatlon op de Paralympische Winterspelen 1994
De VIe Paralympische Winterspelen werden in 1994 gehouden in Lillehammer, Noorwegen.
Dit jaar was het voor het eerst dat vrouwen ook mee mochten doen aan het biatlon op de Paralympische Winterspelen.
Bij de mannen werd er gestreden in acht verschillende klassen en bij de vrouwen in twee verschillende klassen.
Nederland won dit jaar voor het eerst een gouden medaille op de Paralympische Winterspelen.
Marjorie van de Bunt werd eerste op de 7.5 km LW2-9.

## Mannen

### 7.5 km B1
| Rank | Naam             | Land | Tijd    | Gemiste schoten |
| ---- | ---------------- | ---- | ------- | --------------- |
| 1    | Udo Hirsch       | GER  | 33:37.0 | 0               |
| 2    | Wilhelm Brem     | GER  | 35:00.5 | 2               |
| 3    | Morten Tollefsen | NOR  | 28:34.5 | 5               |

### 7.5 km B2
| Rank | Naam            | Land | Tijd    | Gemiste schoten |
| ---- | --------------- | ---- | ------- | --------------- |
| 1    | Frank Hoefle    | GER  | 27:40.3 | 5               |
| 2    | Torbjoern Ek    | SWE  | 29:10.2 | 0               |
| 3    | Adrian Mosimann | SUI  | 29:33.4 | 1               |

### 7.5 km B3
| Rank | Naam                   | Land | Tijd    | Gemiste schoten |
| ---- | ---------------------- | ---- | ------- | --------------- |
| 1    | Alexandre Nassarouline | RUS  | 27:40.0 | 8               |
| 2    | Nikolai Ilioutchenko   | RUS  | 28:33.5 | 8               |
| 3    | [[Alexander Schwarz]]  | GER  | 29:27.7 | 8               |

### 7.5 km LW2/3/9
| Rank | Naam            | Land | Tijd    | Gemiste schoten |
| ---- | --------------- | ---- | ------- | --------------- |
| 1    | Wiggo Nordseth  | NOR  | 28:54.0 | 0               |
| 2    | Roland Gaess    | GER  | 30:17.9 | 1               |
| 3    | Svein Lilleberg | NOR  | 31:31.3 | 2               |

### 7.5 km LW4
| Rank | Naam            | Land | Tijd    | Gemiste schoten |
| ---- | --------------- | ---- | ------- | --------------- |
| 1    | Age Jonsberg    | NOR  | 25:35.7 | 0               |
| 2    | Andre Favre     | FRA  | 26:13.5 | 0               |
| 3    | Wolfgang Mahler | GER  | 27:19.0 | 0               |

### 7.5 km LW5-8
| Rank | Naam            | Land | Tijd    | Gemiste schoten |
| ---- | --------------- | ---- | ------- | --------------- |
| 1    | Thomas Oelsner  | GER  | 26:20.7 | 1               |
| 2    | Theo Feger      | GER  | 27:12.0 | 1               |
| 3    | Josef Gattinger | GER  | 27:26.7 | 0               |

### 7.5 km LW10
| Rank | Naam              | Land | Tijd    | Gemiste schoten |
| ---- | ----------------- | ---- | ------- | --------------- |
| 1    | Didier Riedlinger | FRA  | 39:53.4 | 2               |
| 2    | Franco Belletti   | SUI  | 40:35.5 | 0               |
| 3    | Klaus Kleiser     | GER  | 41:21.4 | 1               |

### 7.5 km LW11
| Rank | Naam           | Land | Tijd    | Gemiste schoten |
| ---- | -------------- | ---- | ------- | --------------- |
| 1    | Omar Bouyoucef | FRA  | 36:45.0 | 0               |
| 2    | Ruedi Weber    | SUI  | 38:05.3 | 0               |
| 3    | Teuvo Ojala    | FIN  | 38:29.2 | 2               |

## Vrouwen

### 7.5 km B1-3
| Rank | Naam                           | Land | Tijd    | Gemiste schoten |
| ---- | ------------------------------ | ---- | ------- | --------------- |
| 1    | Anne-Mette Bredahl-Christensen | DEN  | 42:24.9 | 2               |
| 2    | Lubov Paninykii                | RUS  | 41:56.2 | 7               |
| 3    | Martina Willing                | GER  | 44:17.7 | 4               |

### 7.5 km LW2-9
| Rank | Naam                 | Land | Tijd    | Gemiste schoten |
| ---- | -------------------- | ---- | ------- | --------------- |
| 1    | Marjorie van de Bunt | NED  | 32:16.5 | 0               |
| 2    | Theres Huser         | SUI  | 37:37.5 | 1               |
| 3    | Ragnhild Myklebust   | NOR  | 39:31.0 | 2               |

## Deelnemende landen Biatlon 1994
- GER
- NOR
- RUS
- CZE
- FIN
- ITA
- SVK
- DEN
- GBR
- CAN
- JPN
- EST
- POL
- SWE
- SUI
- FRA
- AUT
- KAZ
- USA
- NED

Alpineskiën · Biatlon · Langlaufen · Priksleeën · Sledgehockey
1988 · 1992 · 1994 · 1998 · 2002 · 2006 · 2010 · 2014 · 2018